# Sülzensee – Mackenröder Wald
Sülzensee – Mackenröder Wald ist ein Naturschutzgebiet in Nordthüringen.

## Geographische Lage
Es liegt in der Gemeinde Hohenstein im Landkreis Nordhausen nordwestlich von Limlingerode und von Mackenrode im Mackenröder Wald im Grenzbereich zum Landkreis Eichsfeld und dem niedersächsischen Landkreis Göttingen. 
Die Sete, Ichte und Weilroder Eller entspringen im Naturschutzgebiet. Die Quelle der Pinte liegt unmittelbar am Waldrand. Der Sülzensee befindet sich im östlichen Teil des Schutzgebietes.
Die hügelige Landschaft an der Elbe-Weser-Wasserscheide wird durch zahlreiche Berge gekennzeichnet: Kuhtalsberg (bis 350 m), Buchenberg (320 m), Mittelberg (318 m), Sudberg (310 m).

## Naturschutzgebiet
Das 280,2 ha große Naturschutzgebiet ist seit dem Jahr 2000 als solches ausgewiesen. Es liegt entlang der Landesgrenze zwischen Niedersachsen und Thüringen und umfasst ein Waldgebiet am Übergang vom Südharzer Zechsteingürtel zum Nordthüringer Buntsandsteinland. Es beinhaltet ausgedehnte Buchenwälder mit einem hohen Alt- und Totholzanteil.